# Krokgöl (Stengårdshults socken, Småland)
Krokgöl är en sjö i Gislaveds kommun i Småland och ingår i Lagans huvudavrinningsområde. Sjön är 5,9 meter djup, har en yta på 0,015 kvadratkilometer och är belägen 295 meter över havet.